# Policlet de Macedònia
Policlet (grec antic: Πολύκλειτος, llatí: Polycleitos) fou un oficial macedoni nomenat per Ptolemeu I Sòter com a segon cap de la flota enviada a Xipre el 315 aC, sota la direcció suprema de Menelau de Xipre.
De la flota principal en va separar 50 vaixells que a les ordres de Policlet van ser enviats al Peloponnès per donar suport als partidaris de Ptolemeu i de Cassandre de Macedònia, però no va tenir ocasió d'actuar i va retornar amb la flota a Cilícia, on va rebre notícies que una flota dirigida per Teòdot i un exèrcit de terra dirigit per Perilau, avançaven en suport d'Antígon el Borni, i va tractar d'interceptar aquestes forces, cosa que va aconseguir per sorpresa, derrotant tant a la flota com a l'exèrcit de terra, i fent presoners als seus comandants Amb els vaixells capturats va tornar a Egipte on va ser rebut amb honors per Ptolemeu, segons Diodor de Sicília.